# Chiperceni, Orhei
Chiperceni este satul de reședință al comunei cu același nume  din raionul Orhei, Republica Moldova. A fost centru de plasă în fostul județ Orhei din 1938 până la 28 iunie 1940 și anii  de război 1941-1944 și centru raional în anii 1940-1941, 1944-1956.

## Istoria localității
Primele așezări în preajma satului Chiperceni au apărut mai bine de 5000 de ani î. Hr.
Satul Chiperceni a fost menționat documentar în anul 1609, când domnitorul Constantin Movilă întărea stăpânirea răzeșilor din partea locului asupra satului.
În 1797 a fost ridicată biserica din lemn. În anul 1861 la Chiperceni s-a deschis o școală parohială. În 1877 satul număra 313 gospodării cu o populație de 1732 oameni. Satul avea 28 mori de vânt și 9 mori cu tracțiune de cai.
În anul 1949 satul număra 2905 persoane. Aici a fost înființată gospodăria colectivă „Drujba" specializată în cultura cerealelor, culturilor tehnice, pomicultură și zootehnie.

## Geografie
Satul are o suprafață de circa 2,34 kilometri pătrați, cu un perimetru de 8,24 km. Distanța directă până în orașul Orhei este de 23 km. Distanța directă pînă în orașul Chișinău este de 68 km.

## Demografie
La recensământul din anul 2004, populația satului constituia 2.295 de oameni, dintre care 47,58% - bărbați și 52,42% - femei.

### Structura etnică
Structura etnică a localității conform recensământului populației din 2004:
| Grup etnic                           | Populație | % Procentaj |
| ------------------------------------ | --------- | ----------- |
| Băștinași declarați Moldoveni/Români | 2.278     | 99,26%      |
| Ucraineni                            | 4         | 0,17%       |
| Ruși                                 | 12        | 0,52%       |
| Altele                               | 1         | 0,04%       |
| Total                                | 2.295     | 100%        |

## Personalități
- Stela Popescu – actriță de teatru și cinema
- Sandu Aristin-Cupcea – actor de teatru

## Vezi și
- Raionul Chiperceni
- Județul Orhei (interbelic)